# 平头镇
平头镇，是中华人民共和国山西省晋中市寿阳县下辖的一个乡镇级行政单位。

## 行政区划
平头镇下辖以下地区：
平头村、龙栖村、南安多村、沟北村、神山庄村、石河村、黑水村、山底村、寨上村、南张芹村、北张芹村、潘沟村、百僧庄村、胡家堙村、南庄村、王金庄村、南沟村、富韩村、罕山村、郭家庄村和李家山村。